# Kleinood (onderscheiding)

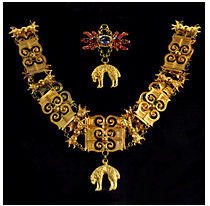
Met edelstenen versierd kleinood van de Orde van het Gulden Vlies

Een kleinood is het vaak van kostbaar metaal vervaardigde draagteken van een ridderorde.
Het woord kleinood heeft een specifieke betekenis in de faleristiek: er wordt het draagteken van een ridderorde mee bedoeld, dat gewoonlijk aan een lint, keten of koord wordt gedragen. Het is dan synoniem met juweel of ridderkruis, ook als het niet de vorm van een kruis heeft. Kleinoden zijn er in uiteenlopende vormen: dieren, medaillons en sterren komen voor, maar kruisen zijn het meest gebruikelijk. Men spreekt in de wandeling ook wel van een draagteken, kruis of juweel van een orde.
De versierselen van een ridderorde zijn voor de verschillende graden en rangen vaak verschillend. De kleinoden kunnen van vorm verschillen en de lagere graden dragen vaak kleinere en van minder kostbare metalen zoals zilver in plaats van goud of verguld zilver gesmede versierselen.
Behalve een kleinood behoren tot de versierselen en uiterlijke tekens van een ridderorde ook linten, ketens, geborduurde of metalen sterren en chatons en plaques. 
Een bijzonder en zeer herkenbaar kleinood is het gulden vlies dat door de Orde van het Gulden Vlies in Oostenrijk en Spanje aan een keten of een lint wordt gedragen.